# Registre national des lieux historiques dans le comté d'El Dorado

Localisation du comté d'El Dorado en Californie

Ceci est la liste des lieux historiques inscrits sur le registre national dans le comté d'El Dorado en Californie.
C'est censé être une liste exhaustive des propriétés et des districts des lieux historiques du registre national dans le comté d'El Dorado, en Californie. Les coordonnées de latitude et longitude sont fournies pour la plupart des propriétés et les districts du registre national ; ces localisations peuvent être aperçus sur Google Map.

Il y a 19 propriétés et districts répertoriés sur le registre national dans le comté, dont un monument historique national.

## Liste actuelle
| Position | ID        | Type | Nom                                                           | Localisation                                                                 | Ville                | Date d'inscription | Image | Coordonnées                          | Description |
| -------- | --------- | ---- | ------------------------------------------------------------- | ---------------------------------------------------------------------------- | -------------------- | ------------------ | ----- | ------------------------------------ | ----------- |
| 1        | 87000496  | NRHP | Baldwin Estate                                                | Nord-ouest de l'intersection de l'US 50 et la CA 89 du côté nord de la CA 89 | South Lake Tahoe     | 1er avril 1987     |       | 38° 56′ 16″ nord, 120° 02′ 46″ ouest |             |
| 2        | 78000660  | NRHP | Bayley Hotel (en)                                             | Nord de Pilot Hill sur la CA 49                                              | Pilot Hill (en)      | 18 décembre 1978   |       | 38° 50′ 39″ nord, 121° 00′ 50″ ouest |             |
| 3        | 66000207  | NHLD | Coloma                                                        | 7 milles (11 km) au nord-ouest de Placerville sur la CA 49                   | Placerville          | 15 octobre 1966    |       | 38° 48′ 03″ nord, 120° 53′ 29″ ouest |             |
| 4        | 85000259  | NRHP | Combellack-Blair House (en)                                   | 3059 Cedar Ravine                                                            | Placerville          | 14 février 1985    |       | 38° 43′ 40″ nord, 120° 47′ 42″ ouest |             |
| 5        | 82002174  | NRHP | Confidence Hall (en)                                          | 487 Main St.                                                                 | Placerville          | 4 janvier 1982     |       | 38° 43′ 47″ nord, 120° 47′ 59″ ouest |             |
| 6        | 91001522  | NRHP | Crawford Ditch (ceb)                                          | Adresse restreinte                                                           | Pleasant Valley (en) | 21 octobre 1991    |       |                                      |             |
| 7        | 87000485  | HD   | Eddy Tree Breeding Station (en)                               | 2480 et 2500 Carson Rd.                                                      | Placerville          | 31 mars 1987       |       | 38° 44′ 19″ nord, 120° 44′ 17″ ouest |             |
| 8        | 77000291  | NRHP | Episcopal Church of Our Saviour (en)                          | 2979 Coloma St.                                                              | Placerville          | 17 novembre 1977   |       | 38° 43′ 48″ nord, 120° 48′ 08″ ouest |             |
| 9        | 84000770  | NRHP | Fountain-Tallman Soda Works (en)                              | 524 Main St.                                                                 | Placerville          | 13 septembre 1984  |       | 38° 43′ 45″ nord, 120° 47′ 54″ ouest |             |
| 10       | 100001601 | NRHP | Georgetown Civil War Armory                                   | 6259 Main St.                                                                | Georgetown           | 18 septembre 2017  |       | 38° 54′ 21″ nord, 120° 50′ 22″ ouest |             |
| 11       | 85003522  | HD   | Hattie (Gold Bug), Priest and Silver Pine Mines and Stampmill | 2501 Bedford Ave.                                                            | Placerville          | 15 novembre 1985   |       | 38° 44′ 41″ nord, 120° 47′ 50″ ouest |             |
| 12       | 87000497  | NRHP | Heller Estate                                                 | Nord-ouest de l'intersection de l'US 50 et la CA 89 du côté nord de la CA 89 | South Lake Tahoe     | 1er avril 1987     |       | 38° 55′ 59″ nord, 120° 02′ 30″ ouest |             |
| 13       | 77000292  | NRHP | Lombardo Ranch                                                | 1709 Carson Rd.                                                              | Placerville          | 30 septembre 1977  |       | 38° 44′ 35″ nord, 120° 46′ 24″ ouest |             |
| 14       | 85003326  | NRHP | John Pearson Soda Works (en)                                  | 594 Main St.                                                                 | Placerville          | 12 décembre 1985   |       | 38° 43′ 43″ nord, 120° 47′ 48″ ouest |             |
| 15       | 87000495  | NRHP | Pope Estate (en)                                              | Nord-ouest de l'intersection de l'US 50 et la CA 89 du côté nord de la CA 89 | South Lake Tahoe     | 1er avril 1987     |       | 38° 56′ 14″ nord, 120° 02′ 37″ ouest |             |
| 16       | 73000401  | HD   | Sugar Pine Point State Park (en)                              | 3 milles (4,8 km) au sud de Homewood sur la CA 90                            | Homewood (en)        | 30 mars 1973       |       | 39° 03′ 05″ nord, 120° 06′ 47″ ouest |             |
| 17       | 90000555  | HD   | Tahoe Meadows                                                 | US 50 entre Ski Run Blvd. et Park Ave.                                       | South Lake Tahoe     | 29 mars 1990       |       | 38° 57′ 13″ nord, 119° 57′ 05″ ouest |             |
| 18       | 96001078  | HD   | Vikingsholm (en)                                              | 10001 Emerald Bay Rd.                                                        | South Lake Tahoe     | 10 octobre 1996    |       | 38° 57′ 08″ nord, 120° 06′ 11″ ouest |             |
| 19       | 09000397  | NRHP | Wakamatsu Tea and Silk Colony Farm (en)                       | 941 Cold Springs Rd.                                                         | Gold Hill (en)       | 9 octobre 2009     |       | 38° 46′ 15″ nord, 120° 53′ 12″ ouest |             |